# 大巴哈马岛
大巴哈马岛（英語：Grand Bahama）是巴哈马的一个岛屿，位于巴哈马群岛北部，距离美国佛罗里达州仅90公里。岛上主要的聚居地是弗里波特，设有大型美资炼油厂:1216。